# ネットスカウトシステムズ
ネットスカウトシステムズ (NetScout Systems, Inc.) 社は、アメリカ合衆国マサチューセッツ州に本社を置く、ネットワークモニターに関するアプライアンス製品と関連するソフトウェアを開発・販売する多国籍企業である。日本国内正規代理店としては東洋計測器及びSCSKが販売およびサポートを行っている。
アメリカ合衆国を含む北米、南米、ヨーロッパ、アジア計22カ国に現地オフィスを構え、全世界に対して販路を持っている。

## 製品
- アプライアンス型LANアナライザnGenuis Infinistream

## 歴史
- 1984年 Netscout Systems(ネットスカウトシステムズ) 設立。
- 1992年 ファーストプロダクトEthernet Probeを出荷開始。
- 1986年 Network General （ネットワークジェネラル）がOriginal Packet Snifferを開発。
- 1997年11月	Network GeneralがMcAfee Associates （マカフィーアソシエイツ）と合併し、Network Associates（ネットワークアソシエイツ）となる。
- 2002年7月 ニューヨーク証券取引所に上場（NYSE: MFE）。
- 2002年9月 1999年に設立したオンライン事業部門の子会社McAfee.comを、株式交換で買収。
- 2004年4月 Network AssociatesがSniffer部門をSilver Lake Partners及びTexas Pacificグループへ275万ドルで売却。Network General(ネットワークジェネラル）となる。
- 2006年初頭	Fidelia Technologyを買収。
- 2007年9月 Netscout Systemsによる買収をNetwork Generalが合意したことを発表。
- 2007年11月	パフォーマンスモニタリング製品と統合したSniffer InfiniStream製品を発表。
- 2011年4月 音声・ビデオ管理製品のUK・Psytechnics社を買収。
- 2011年10月 セキュリティ・セッション再現製品のオランダ・Fox Replay社を買収。
- 2011年11月	IP-FlowベースSwitch製品のSimena Networksを買収。
- 2014年10月	Danaher Corporationを26億ドルで買収・統合を発表。